# オレシニツァ公国

エールス公国
Herzogtum Oels (de)
Olešnické knížectví (cs)
Księstwo Oleśnickie (pl)

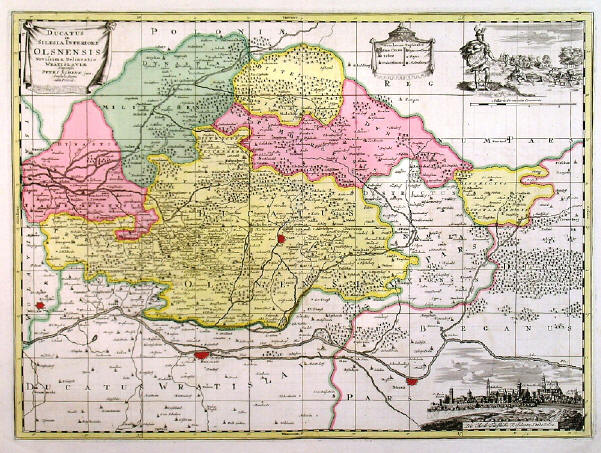
オレシニツァ公国の地図、1720年頃

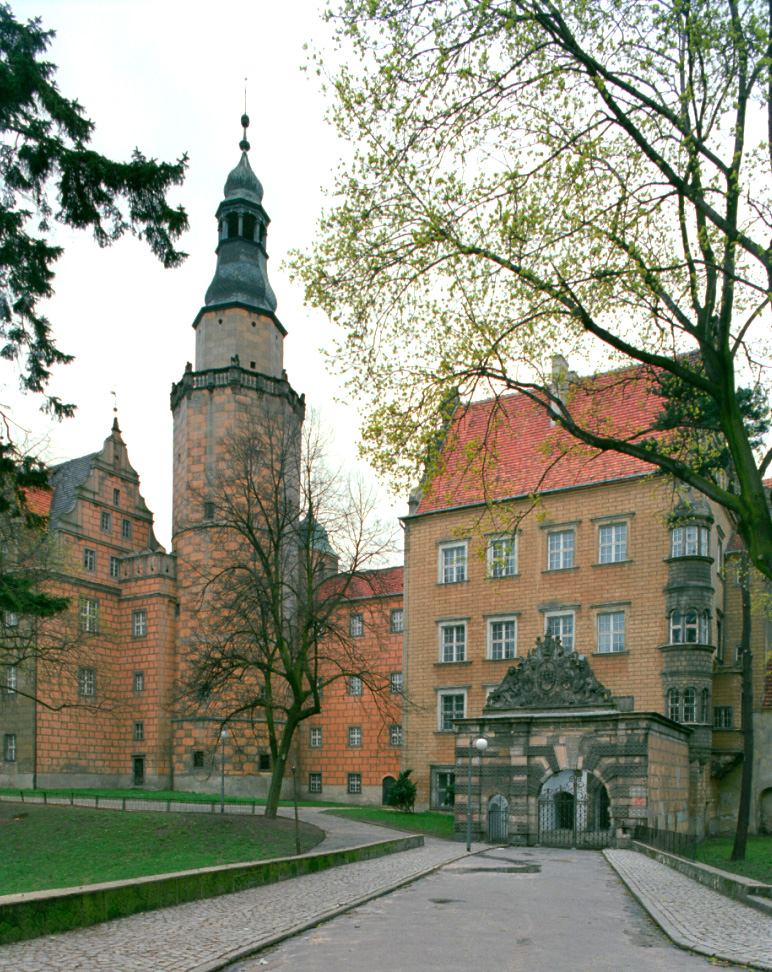
オレシニツァ城

オレシニツァ公国（ラテン語: Ducatus Olsnensis；チェコ語: Olešnické knížectví；ポーランド語: Księstwo Oleśnickie）またはエールス公国（ドイツ語: Herzogtum Oels）は、シロンスク公国群を構成していた公国の一つ。首都は現在のポーランド領オレシニツァにあった。

## 歴史
オレシニツァ一帯は当初ヴロツワフ公国に属していたが、グウォグフ公ヘンリク3世とレグニツァ＝ヴロツワフ公ヘンリク5世の紛争の後、1294年にグウォグフ公国に併合された。ヘンリク3世が1309年に死ぬと、グウォグフ公国の分割に伴ってオレシニツァは大幅な自治権を獲得し、1313年にはヘンリク3世の3男ボレスワフがこの地に公国を創設した。ボレスワフが1321年に死ぬと、公国はその兄コンラト1世に受け継がれた。
コンラト1世は一族のポーランド王ヴワディスワフ1世の圧迫から逃れるためボヘミア王冠の元に庇護を求め、1328年にボヘミア王ヨハン・フォン・ルクセンブルクに臣従の礼をとった。シロンスク・ピャスト家の流れをくむオレシニツァ公家は1492年、コンラト10世の死により断絶した。ボヘミアの先王イジーの息子インジフ1世が当主のいなくなったオレシニツァ公国を獲得し、1495年にはボヘミア王ヴラジスラフに同国の領有を認めさせた。
ポジェブラト家も1647年には断絶し、神聖ローマ皇帝フェルディナント3世は同公国を、ポジェブラト家最後の公カレル・ベジフの娘と結婚したヴュルテンベルク家出身のヴュルテンベルク＝ユリウスブルク公ジルフィウス1世ニムロートに与えた。公国は長くボヘミア王冠の属領であったが、シュレージエン戦争の結果、1742年にプロイセン王国に征服された。しかしヴュルテンベルク家の公爵達は領主として同国を領有し続け、1792年に公国はブラウンシュヴァイク＝ヴォルフェンビュッテル侯カール1世の息子の一人フリードリヒ・アウグストに相続された。
1815年からオレシニツァ公国（当時はエールス公国）はブラウンシュヴァイク公国と同君連合を結成、同国最後の統治者ヴィルヘルムが1884年に死ぬまでこの関係は続いた。

## オレシニツァ公
シロンスク・ピャスト家
- ヘンリク3世（在位：1293年 – 1309年）
- ヘンリク4世、コンラト1世、ボレスワフによる共同統治（1309年 – 1312年）
- コンラト1世、ボレスワフによる共同統治（1312年 - 1313年）
- ボレスワフ（在位：1313年 – 1321年）
- コンラト1世（在位：1321年 - 1366年）
- コンラト2世（在位：1366年 – 1403年）
- コンラト3世（在位：1403年 - 1412年、1377年より父と共同統治）
- コンラト4世、コンラト5世による共同統治（1412年 - 1416年）
  - 1416年、コンラト4世は統治権を失い、1447年に死ぬまでケンティ・ヴロツワフスキェ及びビェルトゥフのみを支配した。
- コンラト5世、コンラト6世、コンラト8世による共同統治（1416年 - 1427年）
- コンラト5世（1427年 - 1439年）
- コンラト7世（在位：1439年 - 1450年、ケンティ・ヴロツワフスキェおよびビェルトゥフを1447年に相続、1450年退位）
- コンラト9世、コンラト10世による共同統治（1450年 - 1452年）
- コンラト9世（在位：1439年 - 1471年）
- マウゴジャタ・ラフスカ（在位：1471年 - 1475年、寡婦領として領有、1475年までに退位）
- バルバラ（在位：1475年 - 1478年、コンラト10世およびハンガリー王マーチャーシュ1世の後見下、1479年までに退位）
- コンラト10世（在位：1478年 - 1489年）
- ハンガリー王・ボヘミア王マーチャーシュ1世（在位：1489年 - 1490年）
- コンラト10世（在位：1490年 - 1492年、復位）
- ボヘミア王国による併合（1492年 - 1495年）

ポジェブラト家
- インジフ1世（在位：1495年 - 1498年）
- イジー1世、アルブレフト、カレル1世による共同統治（1498年 - 1502年）
- アルブレフト、カレル1世による共同統治（1502年 - 1511年）
- カレル1世（在位：1511年 - 1536年）
- ヨアヒム、インジフ2世、ヤン、イジー2世による共同統治（1536年 - 1548年）
- ヨアヒム（1562年没）、ヤン、イジー2世、インジフ3世による共同統治（1548年 - 1553年）
- ヤン（在位：1553年 - 1569年）
- インジフ3世、カレル2世による共同統治（1569年 - 1587年）
- カレル2世（1587年 - 1617年）
- インジフ・ヴァーツラフ、カレル・ベジフによる共同統治（1617年 - 1639年）
- カレル・ベジフ（在位：1639年 - 1647年）

ヴュルテンベルク家
- ジルフィウス1世ニムロート（在位：1647年 - 1664年、カレル・ベジフの娘エリシュカ・マリアと結婚）
- カール・フェルディナント（在位：1664年 - 1668年）
- ジルフィウス2世フリードリヒ（在位：1668年 - 1697年）
- クリスティアン・ウルリヒ1世（在位：1697年 - 1704年）
  - カール（在位：1697年 - 1745年）
- カール・フリードリヒ2世（在位：1704年 - 1744年、1761年退位）
- カール・クリスティアン・エルドマン（在位：1744年 - 1792年）

ブラウンシュヴァイク＝ベーヴェルン家
- フリードリヒ・アウグスト（在位：1792年 - 1805年、カール・クリスティアン・エルドマンの一人娘フリーデリケ・ソフィーと結婚）
- フリードリヒ・ヴィルヘルム（在位：1805年 - 1815年）
- カール2世（在位：1815年 - 1826年、廃位）
- ヴィルヘルム（在位：1826年 - 1884年）
  - 1884年、オレシニツァ及びビェルトゥフはプロイセン王国に併合される。